# Roland Sallai
Dans le nom hongrois Sallai Roland, le nom de famille précède le prénom, mais cet article utilise l’ordre habituel en français Roland Sallai, où le prénom précède le nom.
Roland Sallai, né le 22 mai 1997 à Budapest, est un footballeur international hongrois. Il joue au poste d'attaquant ou d'ailier droit au Galatasaray SK.

## Carrière

### En club
Le 13 septembre 2024, il signe un contrat de 4 ans avec le club de Süper Lig Galatasaray,.

### En équipe nationale
Roland Sallai est sélectionné dans quasiment toutes les catégories de jeunes, des moins de 18 ans jusqu'aux espoirs. Il inscrit un but avec les moins de 18 ans, un but avec les moins de 20 ans, et un but avec les espoirs.
Il participe avec les moins de 20 ans à la Coupe du monde des moins de 20 ans 2015 organisé en Nouvelle-Zélande. Lors du mondial junior, il joue deux matchs : contre le Brésil, et la Serbie. Il s'agit de deux défaites.
Roland Sallai honore sa première sélection en équipe de Hongrie le 20 mai 2016 lors d'un match amical contre la Côte d'Ivoire.
Quatre ans plus tard, il dispute sa première compétition internationale lors de l'Euro 2020. 
En mai 2024, il est sélectionné par Marco Rossi pour participer à l'Euro 2024 avec la Hongrie.

## Statistiques
| Saison                | Club                  | Championnat           | Championnat | Championnat | Coupe nationale | Coupe nationale | Coupe de la Ligue | Coupe de la Ligue | Compétition(s) continentale(s) | Compétition(s) continentale(s) | Compétition(s) continentale(s) | Total | Total |
| Saison                | Club                  | Division              | M.          | B.          | M.              | B.              | M.                | B.                | Comp.                          | M.                             | B.                             | M.    | B.    |
| 2013-2014             | Puskás FC             | NB I                  | -           | -           | -               | -               | 1                 | 0                 | -                              | -                              | -                              | 1     | 0     |
| 2014-2015             | Puskás FC             | NB I                  | 16          | 2           | 3               | 0               | 3                 | 1                 | -                              | -                              | -                              | 22    | 3     |
| 2015-2016             | Puskás FC             | NB I                  | 31          | 1           | 1               | 0               | -                 | -                 | -                              | -                              | -                              | 32    | 1     |
| Sous-total            | Sous-total            | Sous-total            | 47          | 3           | 4               | 0               | 4                 | 1                 | -                              | -                              | -                              | 55    | 4     |
| 2016-2017             | US Palermo (prêt)     | Serie A               | 21          | 1           | 1               | 0               | -                 | -                 | -                              | -                              | -                              | 22    | 1     |
| 2017-2018             | APOEL Nicosie         | Cyta Championship     | 29          | 9           | -               | -               | -                 | -                 | C1                             | 6                              | 0                              | 35    | 9     |
| 2018-2019             | APOEL Nicosie         | Cyta Championship     | -           | -           | -               | -               | -                 | -                 | C1+C3                          | 2+5                            | 0+1                            | 7     | 1     |
| Sous-total            | Sous-total            | Sous-total            | 29          | 9           | -               | -               | -                 | -                 | -                              | 13                             | 1                              | 42    | 10    |
| 2018-2019             | SC Fribourg           | Bundesliga            | 10          | 2           | -               | -               | -                 | -                 | -                              | -                              | -                              | 10    | 2     |
| 2019-2020             | SC Fribourg           | Bundesliga            | 21          | 2           | 2               | 0               | -                 | -                 | -                              | -                              | -                              | 23    | 2     |
| 2020-2021             | SC Fribourg           | Bundesliga            | 28          | 8           | 1               | 0               | -                 | -                 | -                              | -                              | -                              | 29    | 8     |
| 2021-2022             | SC Fribourg           | Bundesliga            | 30          | 3           | 5               | 1               | -                 | -                 | -                              | -                              | -                              | 35    | 4     |
| 2022-2023             | SC Fribourg           | Bundesliga            | 19          | 1           | 4               | 1               | -                 | -                 | C3                             | 3                              | 0                              | 26    | 2     |
| 2023-2024             | SC Fribourg           | Bundesliga            | 27          | 3           | 1               | 1               | 0                 | -                 | C3                             | 9                              | 3                              | 37    | 7     |
| 2024-2025             | SC Fribourg           | Bundesliga            | 2           | 0           | -               | -               | 0                 | -                 | -                              | -                              | -                              | 2     | 0     |
| Sous-total            | Sous-total            | Sous-total            | 138         | 19          | 13              | 3               | 0                 | 0                 | -                              | 12                             | 3                              | 163   | 25    |
| 2024-2025             | Galatasaray SK        | Süper Lig             | 26          | 2           | 4               | 2               | 0                 | 0                 | C3                             | 2                              | 2                              | 32    | 6     |
| 2025-2026             | Galatasaray SK        | Süper Lig             | 2           | 0           | 0               | 0               | 0                 | 0                 | C1                             | 0                              | 0                              | 2     | 0     |
| Sous-total            | Sous-total            | Sous-total            | 28          | 2           | 4               | 2               | 0                 | 0                 | -                              | 2                              | 2                              | 34    | 6     |
| Total sur la carrière | Total sur la carrière | Total sur la carrière | 263         | 34          | 23              | 5               | 4                 | 1                 | -                              | 27                             | 6                              | 317   | 46    |

### En sélections nationales
| Saison                | Sélection             | Phases finales        | Phases finales | Phases finales | Phases finales | Éliminatoires | Éliminatoires | Éliminatoires | Ligue des Nations | Ligue des Nations | Ligue des Nations | Matchs amicaux | Matchs amicaux | Matchs amicaux | Total | Total | Total |
| Saison                | Sélection             | Compétition           | M              | B              | Pd             | M             | B             | Pd            | M                 | B                 | Pd                | M              | B              | Pd             | M     | B     | Pd    |
| --------------------- | --------------------- | --------------------- | -------------- | -------------- | -------------- | ------------- | ------------- | ------------- | ----------------- | ----------------- | ----------------- | -------------- | -------------- | -------------- | ----- | ----- | ----- |
| 2015-2016             | Hongrie               | -                     | -              | -              | -              | -             | -             | -             | -                 | -                 | -                 | 1              | 0              | 0              | 1     | 0     | 0     |
| 2016-2017             | Hongrie               | -                     | -              | -              | -              | 1             | 0             | 0             | -                 | -                 | -                 | 1              | 0              | 0              | 2     | 0     | 0     |
| 2017-2018             | Hongrie               | -                     | -              | -              | -              | 2             | 0             | 0             | -                 | -                 | -                 | 3              | 0              | 0              | 5     | 0     | 0     |
| 2018-2019             | Hongrie               | -                     | -              | -              | -              | -             | -             | -             | 4                 | 1                 | 1                 | -              | -              | -              | 4     | 1     | 1     |
| 2019-2020             | Hongrie               | -                     | -              | -              | -              | 4             | 0             | 0             | -                 | -                 | -                 | -              | -              | -              | 4     | 0     | 0     |
| 2020-2021             | Hongrie               | Euro 2020             | 3              | 0              | 2              | 4             | 2             | 1             | 2                 | 1                 | 0                 | -              | -              | -              | 9     | 3     | 3     |
| 2021-2022             | Hongrie               | -                     | -              | -              | -              | 5             | 1             | 0             | 4                 | 2                 | 1                 | 2              | 1              | 0              | 11    | 4     | 1     |
| 2022-2023             | Hongrie               | -                     | -              | -              | -              | 3             | 1             | 0             | -                 | -                 | -                 | 3              | 1              | 0              | 6     | 2     | 0     |
| 2023-2024             | Hongrie               | Euro 2024             | 3              | 0              | 1              | 3             | 1             | 2             | -                 | -                 | -                 | 4              | 2              | 1              | 10    | 3     | 4     |
| 2024-2025             | Hongrie               | -                     | -              | -              | -              | -             | -             | -             | 6                 | 1                 | 0                 | -              | -              | -              | 6     | 1     | 0     |
| Total sur la carrière | Total sur la carrière | Total sur la carrière | 6              | 0              | 3              | 22            | 5             | 3             | 16                | 5                 | 2                 | 14             | 4              | 1              | 58    | 14    | 9     |

## Palmarès
Il est champion de Chypre en 2018 avec l'APOEL Nicosie.
Il remporte la Coupe de Turquie en 2025 avec Galatasaray.